# Palaquium pseudorostratum
Palaquium pseudorostratum är en tvåhjärtbladig växtart som beskrevs av Herman Johannes Lam. Palaquium pseudorostratum ingår i släktet Palaquium och familjen Sapotaceae. Inga underarter finns listade i Catalogue of Life.